# Уклин (перевал)
У́клин (У́клін, У́клинський перевал) — один із перевалів Українських Карпат. Розташований у межах Полонинського хребта, між селами Верхня Грабівниця Воловецького району та Уклин Закарпатської області.
Висота перевалу — 551,9 м над р. м. Перевалом проходить автошлях із твердим покриттям Т 0709 Нижні Ворота — Підполоззя — Поляна — Свалява. Схили перевалу порівняно пологі, легкодоступні.
- Колись перевалом проходив головний автошлях з Львівщини на Закарпаття — від Верецького перевалу до міста Мукачеве.